# 年金者
年金者（ねんきんしゃ）は、年金を受給する人のことであり、最も一般的には高齢者となり、労働することから引退してそのような立場となる。英語の pension は、イギリスやオーストラリアで典型的な形で用いられ、高齢年金者（old age pensioner）を OAP と略することもある。アメリカ合衆国では retiree（「引退者」の意）と呼ぶことが一般的で、ニュージーランドでは superannuitant と呼ぶのが普通である。多くの国々において、平均余命の伸びとともに年金者の数が拡大しており、年金者は政治勢力として重要性を増しつつある。

## 政党
- Gil (political party) - イスラエル
- National Party of Retirees and Pensioners - ポーランド
- Party of United Pensioners of Serbia
- 年金受給者党 (イタリア) - イタリア北部
- 年金者党 (ノルウェー)
- Scottish Senior Citizens Unity Party
- Swedish Senior Citizen Interest Party

## 「年金者」とは異なる pensioner の用法
- ケンブリッジ大学では、自分の学費や共益費を負担する学生のことを「pensioner」と呼ぶ（このほかに、scholar とか sizar と称する給費生がいる）。この意味では「commoner」という表現もあり、特にオックスフォード大学で用いられる。
- 「political pensioner」は、（インドなどにおいて）かつての支配王朝の王族に対して、血統から主張もできた王位の請求を行なわない代償として（イギリス人支配者によって）支払われた「年金（pension）」を受け取っていた者のことである。
- チェルシー・ペンショナー（Chelsea Pensioner）は、イギリス陸軍の退役兵を収容する老人養護施設である Royal Hospital Chelsea の入居者のことである。
- サラブレッドの育成事業において「pensioner」とは、（通常は加齢によって）繁殖力が衰え、種付から引退した種牡馬のことである。